# Ciężki Mnich

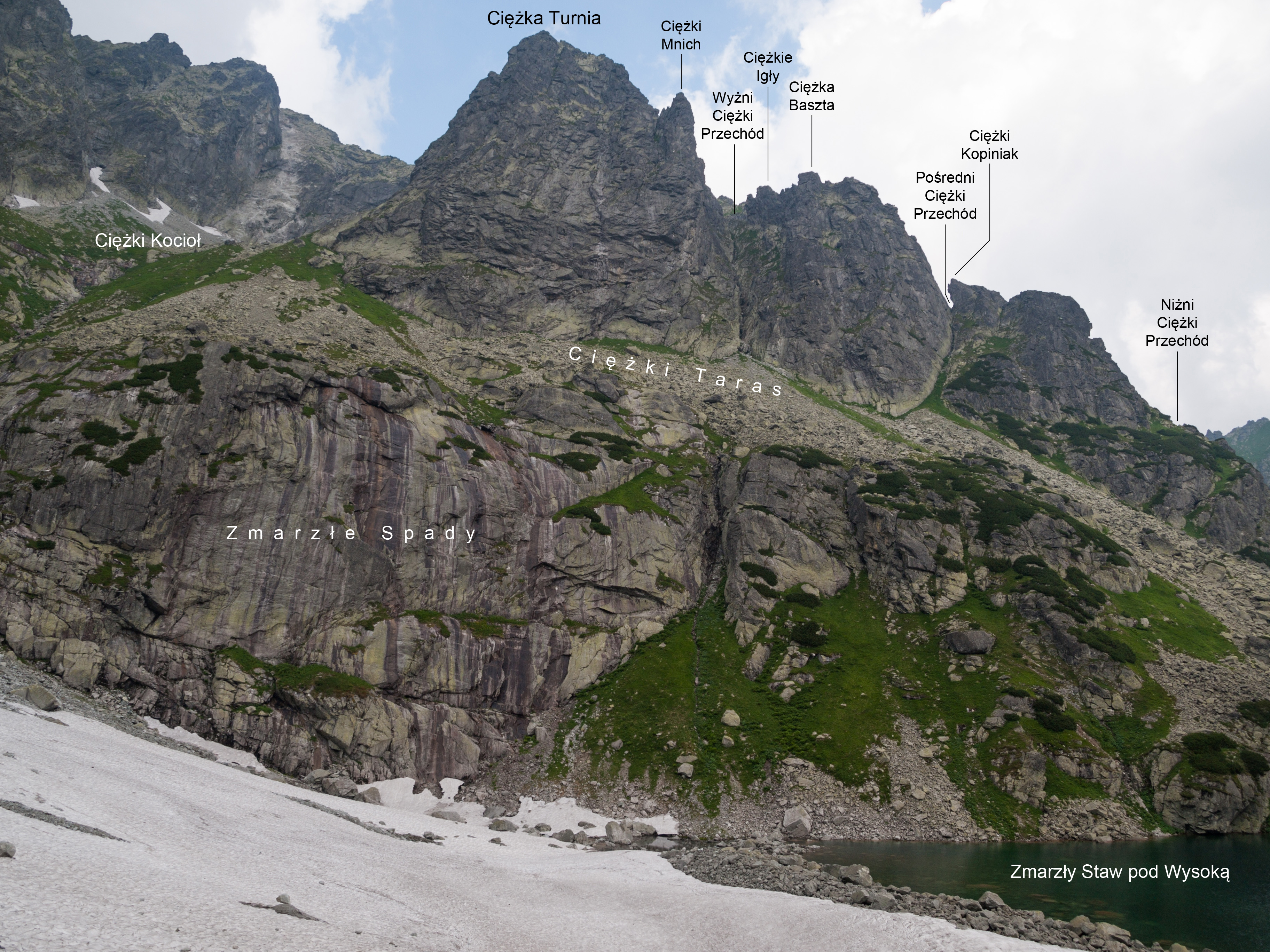
Widok od południowej strony

Ciężki Mnich (niem. Verborgener Mönch, słow. Český mních, węg. Cseh-tavi-Barát) – turniczka we wschodniej grani Niżnich Rysów w Tatrach Słowackich. Znajduje się w prawym (patrząc od dołu) filarze południowej ściany Ciężkiej Turni. Na wysokości około 2100 m filar rozgałęzia się, a między jego ramionami opada wąski, trawiasto-skalisty komino-żlebek. Ciężki Mnich wznosi się w lewym odgałęzieniu, oddzielony wyraźnym siodełkiem. Jest to wybitna, ostro zakończona turniczka.
Autorem nazwy turniczki jest Władysław Cywiński. Przez Ciężkiego Mnicha prowadzi droga wspinaczkowa (V, A0 w skali tatrzańskiej, czas przejścia 5 godz.).